# Antonia Prebble
Antonia Mary Prebble, född den 6 juni 1984 i Wellington, är en skådespelerska från Nya Zeeland. 
Antonia Prebble spelade rollen som Trudy i TV-serien The Tribe säsong 1-5. Hon sökte egentligen till rollen som Salene men fick rollen som Trudy. År 1997 medverkade hon i TV-serien "Mirror Mirror II" där hon spelade "Mandy McFarlane". Det var då hon blev upptäckt som skådespelerska.  
Antonia Prebble spelar för närvarande rollen som Rita West i TV-serien Westside och Edie Flanagan i den australiska TV-serien Sisters.

## Biografi
Källa: 
- Spegel, spegel II (TV Series)  Mandy McFarlane 1997.
- A Twist in the Tale (TV Series) Jem 1999.[2]
- WNTV (TV Series) Host 2002-2003.
- The Tribe (TV Series) Trudy 1999-2003.
- Power Rangers DinoThunder (TV Series) Krista 2004.
- Power Rangers Mystic Force (TV Series) Clare / Niella / Shining Moon Warrior 2006.
- Outrageous Fortune (TV Series) Loretta West 2005-2010.
- Spies and Lies (TV Movie) Mavis 2010.
- The Blue Rose (TV Series) Jane March 2013.
- White Lies (Movie) Rebecca 2013.
- Anzac Girls (TV Mini-Series) Hilda Steele 2014.
- Winter (TV Mini-Series) Alesia Taylor 2015.
- Sisters (TV Series) Edie Flanagan 2017- current
- Westside (TV Series) Rita West 2015- current

## Utmärkelser
Källa: 
2018 Huawei Mate20 New Zealand Television Awards Best Actress: for Westside, series three.
2017 New Zealand Television Awards Nominated for Best Actress: for Westside, series two.
2014 Rialto Channel New Zealand Film Awards (The Moas) Nominated for Best Actress: for The Cure.
2013 Women in Film and Television Showcase (WIFTS) International Visionary Awards The Barbara Tipple Best Actress Award: for White Lies.
2008 Qantas Film and Television Awards Best Performance by a Supporting Actress - Television: for Outrageous Fortune.
2007 Air New Zealand Screen Awards Nominated for Best Supporting Actress - Television: for Outrageous Fortune, episode 14.
2006 Air New Zealand Screen Awards Nominated for Best Supporting Actress: for Outrageous Fortune.